# Use Your Illusion I
Use Your Illusion I — третій студійний альбом американської хард-рок групи Guns N' Roses, який вийшов 17 вересня 1991 року (в один день з Use Your Illusion II). Альбом дебютував на 2-му місці в чарті Billboard, продавши 685 000 копій за перший тиждень. За даними Nielsen SoundScan, станом на 2010 рік було продано 5 502 000 одиниць Use Your Illusion I у Сполучених Штатах. Він був номінований на премію «Греммі» у 1992 році.

## Обкладинка
Обкладинки обох альбомів Use Your Illusion є роботою естоно-американського художника Марка Костабі.  Вони складаються з деталей картини Рафаеля — «Афінська школа». Єдина відмінність між обкладинками двох альбомів полягає в кольоровій схемі. Use Your Illusion I використовує жовтий та червоний, а Use Your Illusion II — синій.

## Трек-лист
| #   | Назва                                                      | Автор                                         | Тривалість |
| --- | ---------------------------------------------------------- | --------------------------------------------- | ---------- |
| 1.  | «Right Next Door to Hell»                                  | Ексл Роуз, Іззі Стредлін, Timo Caltia         | 3:02       |
| 2.  | «Dust N' Bones»                                            | Іззі Стредлін, Дафф Маккаган, Слеш            | 4:58       |
| 3.  | «Live and Let Die» (Paul McCartney & Wings (кавер-версія)) | Пол Маккартні, Лінда Маккартні                | 3:04       |
| 4.  | «Don't Cry» (оригінальна версія)                           | Іззі Стредлін, Ексл Роуз                      | 4:44       |
| 5.  | «Perfect Crime»                                            | Слеш, Іззі Стредлін, Ексл Роуз                | 2:24       |
| 6.  | «You Ain't the First»                                      | Іззі Стредлін                                 | 2:36       |
| 7.  | «Bad Obsession»                                            | Іззі Стредлін, Вест Аркін                     | 5:28       |
| 8.  | «Back Off Bitch»                                           | Ексл Роуз, Paul Huge                          | 5:04       |
| 9.  | «Double Talkin' Jive»                                      | Іззі Стредлін                                 | 3:24       |
| 10. | «November Rain»                                            | Ексл Роуз                                     | 8:57       |
| 11. | «The Garden» (за участю Еліса Купера)                      | Ексл Роуз, Аркін, Del James                   | 5:22       |
| 12. | «Garden of Eden»                                           | Слеш, Ексл Роуз                               | 2:42       |
| 13. | «Don't Damn Me»                                            | Слеш, Dave Lank, Ексл Роуз                    | 5:19       |
| 14. | «Bad Apples»                                               | Слеш, Дафф Маккаган, Іззі Стредлін, Ексл Роуз | 4:28       |
| 15. | «Dead Horse»                                               | Ексл Роуз                                     | 4:18       |
| 16. | «Coma»                                                     | Слеш, Ексл Роуз                               | 10:13      |

## Учасники запису
- Ексл Роуз  - вокал, піаніно, хор, синтезатор
- Слеш  - соло-гітара, ритм-гітара, бек-вокал, акустична гітара, гітара, шестиструнна бас-гітара
- Іззі Стредлін  - ритм-гітара, бек-вокал, акустична гітара, вокал, соло-гітара
- Дафф Маккаган  - бас-гітара, бек-вокал, акустична гітара
- Метт Сорум  - ударні, бек-вокал, хор

## Чарти

### Тижневі чарти
| Чарт (1991—2020)                                     | Найвища позиція |
| ---------------------------------------------------- | --------------- |
| Австралія Australian Albums (ARIA)                   | 2               |
| Австрія Austrian Albums (Ö3 Austria)                 | 2               |
| Бельгія Belgian Albums (Ultratop Wallonia)           | 194             |
| Нідерланди Dutch Albums (MegaCharts)                 | 2               |
| Europe (European Top 100 Albums)                     | 2               |
| Франція French Albums (SNEP)                         | 137             |
| Німеччина German Albums (Offizielle Top 100)         | 4               |
| Угорщина Hungarian Albums (MAHASZ)                   | 6               |
| Італія Italian Albums (FIMI)                         | 66              |
| Нова Зеландія New Zealand Albums (Recorded Music NZ) | 2               |
| Норвегія Norwegian Albums (VG-lista)                 | 3               |
| Португалія Portuguese Albums (AFP)                   | 37              |
| Іспанія Spanish Albums (PROMUSICAE)                  | 46              |
| Швеція Swedish Albums (Sverigetopplistan)            | 3               |
| Швейцарія Swiss Albums (Schweizer Hitparade)         | 3               |
| Велика Британія UK Albums (OCC)                      | 2               |
| США Billboard 200                                    | 2               |

### Річні чарти
| Чарт (1991)                        | Позиція |
| ---------------------------------- | ------- |
| Australian Albums (ARIA)           | 32      |
| Austrian Albums (Ö3 Austria)       | 34      |
| Dutch Albums (Album Top 100)       | 14      |
| European (European Top 100 Albums) | 38      |
| German Albums (Offizielle Top 100) | 63      |
| New Zealand (RMNZ)                 | 29      |

| Чарт (1992)                                           | Позиція |
| ----------------------------------------------------- | ------- |
| Australian Albums (ARIA)                              | 22      |
| Austrian Albums (Ö3 Austria)                          | 14      |
| Dutch Albums (Album Top 100) Use Your Illusion I + II | 3       |
| Europe (European Top 100 Albums)                      | 11      |
| German Albums (Offizielle Top 100)                    | 9       |
| New Zealand Albums (RMNZ)                             | 21      |
| Swiss Albums (Schweizer Hitparade)                    | 37      |
| US Billboard 200                                      | 17      |

| Чарт (1993)                        | Позиція |
| ---------------------------------- | ------- |
| Dutch Albums (Album Top 100)       | 67      |
| German Albums (Offizielle Top 100) | 40      |

| Чарт (2002)                               | Позиція |
| ----------------------------------------- | ------- |
| Canadian Metal Albums (Nielsen Soundscan) | 91      |

### Чарти десятиріччя
| Чарт (1990–99)   | Позиція |
| ---------------- | ------- |
| US Billboard 200 | 71      |

|}